# یاروسلاف وولف
یاروسلاف وولف (چکی: Jaroslav Volf; ۲۹ سپتامبر ۱۹۷۹) قایقران کانو اهل جمهوری چک بود.
وی در مسابقات کشوری و بین‌المللی در مجموع برندهٔ ۱۴ مدال طلا، ۹ مدال نقره، ۴ مدال برنز شده‌است.